# AAM-A-1 Firebird

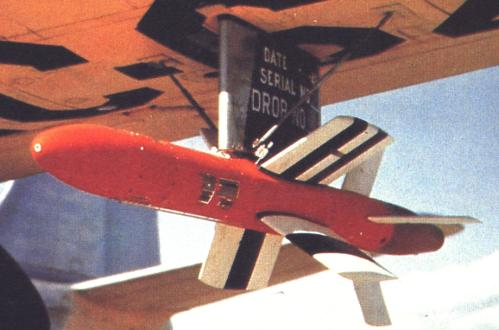

Райан AAM-A-1 «Файрберд» (англ. Ryan AAM-A-1 Firebird — «Огненная птица») — американская управляемая ракета «воздух-воздух», разработанная ВВС США вскоре после окончания Второй мировой войны. Одна из первых в мире ракет класса «воздух-воздух», прошедших успешные испытания. Не была принята на вооружение из-за устаревания заложенных при разработке требований и ряда технических проблем.

## История
Вторая мировая война продемонстрировала, что возможности обычных авиационных пушек и пулемётов более недостаточны для эффективного перехвата воздушных целей. Хорошо вооружённые, скоростные бомбардировщики вроде Boeing B-29 Superfortress были слишком сложными целями для атаки. Их высокая скорость и большой потолок чрезвычайно ограничивали возможные направления для атаки, а мощное, централизованно управляемое оборонительное вооружение с радиолокационным наведением представляло большую опасность для истребителей.
Выходом из положения могли бы стать управляемые ракеты. Армейские ВВС ранее уже разрабатывали управляемую ракету для поражения воздушных целей — Hughes JB-3 Tiamat — но после окончания Второй Мировой, эта разработка военного времени была сочтена недостаточно эффективной и в 1947 году работы над ней были окончательно прекращены.
Вместо неё, в 1946 году, армейская авиация США инициировала исследовательские работы по проекту MX-799. Целью проекта было изучение возможности создания управляемого авиационного вооружения. В 1947 году, Ryan Aeronautical получила заказ на разработку для ВВС США управляемой ракеты-перехватчика истребительного базирования для поражения с большой дистанции тяжёлых скоростных бомбардировщиков.

## Конструкция
AAM-A-1 Firebird была довольно небольшой по тем временам ракетой. Её максимальный вес составлял порядка 120 кг. Корпус длиной 2,29 м и диаметром 200 мм, собирался из алюминиевых сплавов; носовой обтекатель и крылья размахом 0,81 м - из пластика. Система оснащалась четырьмя крестообразно расположенными поворотными крыльями и четырьмя крестообразными-же стабилизаторами в хвостовой части размахом также как и у крыльев 0,81 м.
В движение ракету приводил жидкостный двигатель, тягой 2,7 кН. Работа двигателя обеспечивала ракете активный полёт в течение 15 секунд и максимальную скорость до чисел Маха около 0,85. Для запуска ракеты использовался быстро выгорающий твердотопливный ускоритель тягой 12 кН и длиной 0,56 м.
Система наведения ракеты была комбинированной. На маршевом участке, после отделения от самолёта-носителя, ракета управлялась с помощью команд передаваемых по радиолинии (то есть радиокомандное наведение). Оператор с борта самолёта, отслеживал визуально курс ракеты, и при помощи джойстика направлял её к цели. На участке атаки, по данным некоторых авторов,включалось активное радиолокационное наведение, обеспечиваемое вращающейся параболической антенной в носовой части под обтекателем. Однако сомнительно, что развитие электроники в тот период позволило бы сделать столь компактную АРГСН.
Подрыв 40-килограммовой боевой части обеспечивался дистанционным радиовзрывателем. На случай его неисправности, был также установлен контактный взрыватель.

## Испытания
Лётные испытания прототипа XAAM-A-1 начались в октябре 1947 года. Первые запуски проводились с борта переоснащённого бомбардировщика Douglas A-26 Invader, впоследствии ракеты применялись с борта дальнего эскортного истребителя North American F-82 Twin Mustang. По две ракеты закреплялись под каждым крылом.
На испытаниях, ракета продемонстрировала сравнительно неплохие надёжность и точность попадания и в 1949 году была рекомендована ВВС к боевому развертыванию. Но, за время разработки, стандарты военной авиации ушли далеко вперёд. Появление истребителей с околозвуковой скоростью полёта и развертывание первых реактивных бомбардировщиков, летавших со скоростями свыше 900 км/ч, автоматически сделало ракету с дозвуковой скоростью полёта устаревшим видом оружия, неспособным даже догнать перспективные самолёты. Также были высказаны сомнения в надёжности радиокомандной системы наведения, фактически, ограничивающей применение ракеты ситуацией дневного времени и хорошей видимости. Для решения этой проблемы было предложено заменить радиокомандное наведение на метод «Осёдланный луч», но решить проблему недостаточной скорости ракеты без её переделки, было невозможно.
В 1949 году программа была закрыта. Взамен в качестве основной ракеты ВВС США была выбрана AIM-4 Falcon. Тем не менее, программа AAM-A-1 считалась успешной в исследовательском плане и дала американским инженерам ценный опыт успешной разработки ракет подобного класса.